# Empodium (roślina)
Empodium – rodzaj roślin należący do rodziny przyklękowatych (Hypoxidaceae). Obejmuje 7 gatunków występujących w Południowej Afryce i w Lesotho.

## Systematyka
Pozycja systematyczna według Angiosperm Phylogeny Website (aktualizowany system APG IV z 2016)
Klad okrytonasienne, klad jednoliścienne (monocots), rząd szparagowce (Asparagales), rodzina przyklękowate (Hypoxidaceae).
Wykaz gatunków
- Empodium elongatum (Nel) B.L.Burtt
- Empodium flexile (Nel) M.F.Thomps. ex Snijman
- Empodium gloriosum (Nel) B.L.Burtt
- Empodium monophyllum (Nel) B.L.Burtt
- Empodium namaquensis (Baker) M.F.Thomps.
- Empodium plicatum (Thunb.) Garside
- Empodium veratrifolium (Willd.) M.F.Thomps.